# Дерновая улица (Санкт-Петербург)
Дерно́вая улица — проезд в МО «Коломяги», в Приморском районе Санкт-Петербурга. Проходит по территории исторического района Шувалово от Новоорловской до Чистяковской улицы.

## История
Дерновая улица известна с 1890-х годов. Этимология улицы связана с фамилией землевладельца И. И. Дернова. 3 августа 1940 года Дерновая улица была переименована в Ладожскую (как и многие улицы Шувалова и Озерков, получившие в советские годы названия по водоёмам, расположенным на территории Советского Союза). Переименование было связано с расположением на Пискарёвке одноимённого проезда. Улица переименована обратно в Дерновую 2 июля 1998 года.

## Пересечения
На всём протяжении Дерновая улица не имеет пересечений с другими проездами (ограничивается Чистяковской улицей на юге и Новоорловской улицей на севере).

## Транспорт
По Дерновой улице не осуществляется движение общественного городского транспорта. Ближайшая станция метро — «Озерки» линии 2 Петербургского метрополитена. Ближайшая остановка наземного городского общественного транспорта расположена на Новоорловской улице (восточнее Дерновой улицы). В данном пункте остановку осуществляет общественный автобус, следующий по маршруту № 38. К северу-востоку от Дерновой улицы расположена станция «Шувалово» Октябрьской железной дороги.